# Jéssica Carolina dos Reis
Jéssica Carolina dos Reis (ur. 17 marca 1993) – brazylijska lekkoatletka specjalizująca się w biegach sprinterskich oraz skoku w dal.
W 2010 była szósta w biegu na 100 metrów podczas igrzysk olimpijskich młodzieży oraz zdobyła srebrny medal w sprincie i złoty w skoku w dal na mistrzostwach Ameryki Południowej juniorów młodszych. Rok później podczas mistrzostw Ameryki Południowej juniorów zdobyła złoto w skoku w dal i sztafecie 4 x 100 metrów oraz brąz w biegu sprinterskim na 200 metrów. W 2012 na mistrzostwach świata juniorów zajęła szóste miejsce w skoku w dal i wraz z koleżankami sięgnęła po brązowy medal w biegu rozstawnym 4 x 100 metrów. Rok później zdobyła brąz w skoku w dal podczas mistrzostw Ameryki Południowej.
Rekordy życiowe: bieg na 100 metrów – 11,68 (10 września 2011, Maringá); skok w dal – 6,68 (22 kwietnia 2016, São Bernardo do Campo). 

## Osiągnięcia
| Rok  | Impreza                                            | Miejsce             | Konkurencja             | Lokata     | Wynik |
| ---- | -------------------------------------------------- | ------------------- | ----------------------- | ---------- | ----- |
| 2010 | Igrzyska olimpijskie młodzieży                     | Singapur            | bieg na 100 metrów      | 6. miejsce | 11,94 |
| 2010 | Mistrzostwa Ameryki Południowej juniorów młodszych | Santiago            | bieg na 100 metrów      | 2. miejsce | 12,00 |
| 2010 | Mistrzostwa Ameryki Południowej juniorów młodszych | Santiago            | skok w dal              | 1. miejsce | 6,01  |
| 2011 | Mistrzostwa panamerykańskie juniorów               | Miramar             | skok w dal              | 1. miejsce | 6,39  |
| 2011 | Mistrzostwa Ameryki Południowej juniorów           | Medellín            | skok w dal              | 1. miejsce | 6,38  |
| 2011 | Mistrzostwa Ameryki Południowej juniorów           | Medellín            | bieg na 100 metrów      | 3. miejsce | 11,72 |
| 2011 | Mistrzostwa Ameryki Południowej juniorów           | Medellín            | sztafeta 4 × 100 metrów | 1. miejsce | 44,64 |
| 2012 | Mistrzostwa świata juniorów                        | Barcelona           | skok w dal              | 6. miejsce | 6,51  |
| 2012 | Mistrzostwa świata juniorów                        | Barcelona           | sztafeta 4 × 100 metrów | 3. miejsce | 44,29 |
| 2012 | Młodzieżowe mistrzostwa Ameryki Południowej        | São Paulo           | skok w dal              | 1. miejsce | 6,18  |
| 2013 | Mistrzostwa Ameryki Południowej                    | Cartagena de Indias | skok w dal              | 3. miejsce | 6,49w |
| 2014 | Igrzyska Ameryki Południowej                       | Santiago            | skok w dal              | 2. miejsce | 6,32  |
| 2014 | Młodzieżowe mistrzostwa Ameryki Południowej        | Montevideo          | skok w dal              | 2. miejsce | 6,35  |
| 2015 | Światowe wojskowe igrzyska sportowe                | Mungyeong           | skok w dal              | 5. miejsce | 6,18  |
| 2016 | Mistrzostwa ibero-amerykańskie                     | Rio de Janeiro      | skok w dal              | 3. miejsce | 6,31  |
| 2017 | Mistrzostwa Ameryki Południowej                    | Asunción            | skok w dal              | 4. miejsce | 6,43w |